# Heino Puuste
Heino Puuste, né le 7 septembre 1955 à Lagedi, est un athlète estonien ayant représenté l'Union soviétique, spécialiste du lancer du javelot.

## Biographie
À l'issue de sa carrière d'athlète, Heino Puuste devient entraîneur. Il entraine notamment Andrus Värnik, champion du monde du lancer de javelot en 2005.

### Palmarès
| Date | Compétition                | Lieu      | Résultat | Performance |
| ---- | -------------------------- | --------- | -------- | ----------- |
| 1979 | Universiade                | Mexico    | 3e       | 82,62 m     |
| 1980 | Jeux olympiques            | Moscou    | 4e       | 86,10 m     |
| 1981 | Universiade                | Bucarest  | 3e       | 87,22 m     |
| 1982 | Championnats d'Europe      | Athènes   | 2e       | 89,56 m     |
| 1983 | Championnats du monde      | Helsinki  | 4e       | 84,56 m     |
| 1985 | Coupe du monde des nations | Canberra  | 2e       | 87,40 m     |
| 1986 | Goodwill Games             | Moscou    | 2e       | 83,12 m     |
| 1986 | Championnats d'Europe      | Stuttgart | 5e       | 80,34 m     |

### Records
| Épreuve           | Performance | Lieu | Date |
| ----------------- | ----------- | ---- | ---- |
| Lancer du javelot | 94,20 m     | —    | 1983 |

## Récompenses et distinctions
- Ordre de l'Étoile blanche d'Estonie de 4e classe, 2006